# Ampulicomorpha janzeni
Ampulicomorpha janzeni (лат.) — ископаемый вид ос рода Ampulicomorpha из семейства Embolemidae. Бирманский янтарь,  меловой период (сеноманский век, около 99 млн лет). Мьянма.

## Описание
Длина крылатой самки около 3 мм, крылатого самца — 1,7 мм. Вид был впервые описан по отпечаткам самок в 2014 году итальянским  гименоптерологом Массимо Ольми (Massimo Olmi; Tropical Entomology Research Center, Viterbo, Италия), российским палеоэнтомологом А. П. Расницыным (ПИН РАН, Москва), южноафриканским энтомологом Денисом Бразерсом (ЮАР) и Adalgisa Guglielmino (Department of Agriculture, Forests, Nature and Energy, University of Tuscia, Viterbo, Италия). Видовое название дано в честь Mr Jens-Wilhelm Janzen (Seevetal, Германия), обнаружившего один из типовых экземпляров (паратип).
Ранее было известно два ископаемых вида рода Ampulicomorpha: эоценовый Ampulicomorpha succinalis Brues, 1933 (балтийский янтарь; 34—37 млн лет) (ровенский янтарь; 34—37 млн лет) и нижнемеловой Ampulicomorpha perialla (Ortega-Blanco etal., 2011) (=Embolemus periallus) (Penacerrada amber, Испания; альбский ярус; около 110 млн лет). От близкого вида A. succinalis Brues, 1933 отличается 5-члениковыми нижнечелюстными щупиками (у они состоят из 6 сегментов). Ранее из бирманского янтаря было описано 3 вида из близкого семейства Dryinidae: Anteon olmii Engel, 2003, Hybristodryinus resinicolus Engel, 2005 и Ponomarenkoa ellenbergeri  Olmi, Xu & He in Xu et al., 2013.